# Culex nigripalpus
Culex nigripalpus (Theobald, 1901) è una specie di zanzare della famiglia Culicidae di dimensioni medie, scure ed ematofaghe.

## Distribuzione e habitat
Culex nigripalpus è stata rinvenuta nei seguenti Paesi: Anguilla, Bahamas, Barbados, Belize, Brasile, Colombia, Costa Rica, Cuba, Dominica, Repubblica Dominicana, Ecuador, El Salvador, Guiana francese, Grenada, Guadalupa, Guatemala, Guyana, Haiti, Honduras, Jamaica, Martinica, Messico, Montserrat, Nicaragua, Panama, Paraguay, Perù, Puerto Rico, Saint Lucia, Saint Vincent e Grenadine, Suriname, Trinidad e Tobago, Stati Uniti, Venezuela, Isole Vergini.
Le larve di Culex  nigripalpus vivono in acque fresche di acquitrini permanenti o semi-permanenti, canali, bacini di ritenzione, piscine erbose, e le femmine preferiscono deporre le uova in canali con acqua corrente.

## Salute
L'abitudine di succhiare sangue sia da uccelli sia esseri umani conferisce a questa specie un potenziale significativo di trasmettere zoonosi. C. nigripalpus è infatti un vettore dei patogeni dell'encefalite equina orientale, della dirofilariosi e della malaria aviaria negli animali, nonché il principale vettore del virus dell'encefalite di Saint-Louis e, sperimentalmente, un potenziale vettore del virus del Nilo occidentale.